# Chris Guccione
Chris Guccione (n. 30 de julio de 1985 en Melbourne, Australia) es un jugador de tenis australiano. Se destaca por su altura (2 metros) y su potente servicio. Tomó conocimiento público por primera vez en el Torneo de Sídney en 2004, donde superó al por entonces reciente N.º 1 del mundo Juan Carlos Ferrero.

## Carrera[1]
Su nombre completo es Christopher Lucas Guccione, apodado "Gucc". De niño admiraba a Pete Sampras.

### 2003
Llega al top 400 del ranking ATP mundial. Debuta en el circuito ATP en el Torneo de Newport alcanzando la segunda ronda. Más adelante obtuvo otra segunda ronda en Indianápolis.

### 2004
Rompe la barrera del top 300 por primera vez y también por primera vez consigue una victoria ante un top 10 (siendo en ese momento n.º 447), derrotando al número 3 mundial Juan Carlos Ferrero en Sídney. En primer Gran Slam que disputó (Abierto de Australia), derrotó a su compatriota Greg Jones en primera ronda antes de caer en la siguiente ronda ante Robby Ginepri.

### 2005
Logró su primer título Challenger, consiguiendo el Challenger de Burnie, en Tasmania. Dos meses después obtiene otro challenger en Canberra. Hizo su debut en la Copa Davis frente a Austria y derrotó Alexander Peya. En el Torneo de Queen's Club, ganó dos partidos consecutivos por primera vez sobre Vliegen y Andreev. Termina el año en el top 150 por primera vez.

### 2006
En la primera ronda de Copa Davis ante Suiza, perdió ante Stanislas Wawrinka en cuatro sets antes de derrotar a George Bastl, decisivo para dar a Australia una victoria de 3-2. En cuartos de final, en Melbourne, derrotó al n.º 51 del mundo Max Mirnyi en cinco sets para liderar Australia hacia las semifinales, donde perdieron ante Argentina. Ganó dos títulos consecutivos de arcilla Sudamericana en los Challenger de Quito y Challenger de Medellín.

### 2007
Irrumpió en el Top 100 por primera vez y llegó a su primera final ATP en el Torneo de Adelaida, con victorias consecutivas sobre Amer Delic, Arnaud Clement, Benjamin Becker, el n.º 18 del mundo Richard Gasquet y Juan Martín del Potro antes de caer ante Novak Djokovic. Después de esto, subió del n.º 153 al n.º 107. Posteriormente se anotó una victoria sobre el no. 2 Rafael Nadal cuando el español se retiró con una lesión antes de perder ante Jürgen Melzer en segunda ronda. En la primera ronda del Abierto de Australia, se anotó un récord personal de ATP y de la temporada con 45 aces en su derrota en cinco sets (9-7 en el quinto) ante el belga Olivier Rochus. En marzo, se clasificó para los primeros ATP Masters Series de Indian Wells y Masters de Miami cayendo en ambas ocasiones en primera ronda, pero logrando romper la barrera del top 100 por primera vez en abril. En junio, hizo su debut en el Campeonato de Wimbledon y derrotó a Alex Bogdanovic en primera ronda antes de perder ante el n.º 4 Nikolai Davydenko en cinco sets en la próxima ronda.

### 2008
El ahora n.º 2 australiano (detrás de Lleyton Hewitt) llegó a la final del Torneo de Sídney cayendo derrotado en la final ante el ruso Dmitri Tursúnov. También llegó a su primera final en dobles junto a su compatriota Robert Smeets como pareja en el Torneo de Adelaida. En febrero, llegó a cuartos de final del Torneo de Memphis cayendo derrotado ante Radek Štěpánek. Logra su primera victoria en un ATP Masters 1000 derrotando al canadiense Jesse Levine en el Masters de Cincinnati, cayendo derrotado en la siguiente ronda ante Fernando Verdasco. Jugó en los Juegos Olímpicos de Beijing y cayó en primera ronda ante el n.º 7 James Blake.

### 2010
Se asoció con su compatriota australiano Carsten Ball para lograr un título en dobles en el  Torneo de Newport correspondiente al ATP World Tour 250 en el mes de julio, derrotando a los cuartos cabeza de series Santiago González y Travis Rettenmaier por 6-3 y 6-4 en la final. Se convirtieron en el primer dúo australiano en ganar el título en Newport desde que lo hicieran Jordan Kerr y David Macpherson en 2003.

### 2014
Chris Guccione ganó dos títulos ATP World Tour en dos semanas consecutivas, al imponerse junto a Samuel Groth en la final del dobles del Torneo de Bogotá 2014.Una semana después de conquistar el Torneo de Newport 2014 con Lleyton Hewitt, ahora Guccione con Groth vencieron a los locales Nicolás Barrientos y Juan Sebastián Cabal por 7-6(5), 6-7(3), 11-9. Guccione quedó 3-0 en finales de dobles, todas con compatriotas distintos, mientras que Groth celebró su primera corona. "Se siente bien", dijo Guccione. "Tomaré apuestas el otro año para esta fecha. He ganado muchos Challengers este año por lo que se siente bien ganar un par de torneos del circuito también". Los australianos, terceros favoritos, metieron ocho aces, ganaron el 77 por ciento de los puntos con su primer servicio y salvaron las seis chances de quiebre que enfrentaron en el duelo de una hora y 48 minutos. Ambos han tenido gran éxito en 2014, al ganar los títulos ATP Challenger de Dallas, León, Shenzhen, Taipei City y Gimcheon. "Ganamos nuestros últimos cuatro Challengers juntos antes de que 'Gooch' decidiera dejarme por Lleyton un par de semanas", bromeó Groth. "Es nuestro primer torneo juntos de nuevo. Nos juntamos muy bien y sacamos bastante bien. Nos divertimos mucho jugando juntos y creo que es la clave".

## Títulos ATP (5; 0+5)

### Individuales (0)
| Leyenda                         |
| Grand Slam (0)                  |
| ATP Wourld Tour Finals (0)      |
| ATP Masters 1000 World Tour (0) |
| ATP World Tour 500 series (0)   |
| ATP World Tour 250 series (0)   |

#### Finalista (2)
| N.º | Fecha               | Torneo   | Superficie | Oponente en la final | Resultado        |
| --- | ------------------- | -------- | ---------- | -------------------- | ---------------- |
| 1.  | 1 de enero de 2007  | Adelaida | Dura       | Novak Đoković        | 3-6, 7-6(6), 4-6 |
| 2.  | 12 de enero de 2008 | Sídney   | Dura       | Dmitri Tursúnov      | 6-7(3), 6-7(4)   |

### Dobles (5)
| Leyenda                         |
| Grand Slam (0)                  |
| ATP Wourld Tour Finals (0)      |
| ATP Masters 1000 World Tour (0) |
| ATP World Tour 500 series (0)   |
| ATP World Tour 250 series (5)   |

| N.º | Fecha               | Torneo     | Superficie | Pareja         | Oponentes en la final                   | Resultado              |
| --- | ------------------- | ---------- | ---------- | -------------- | --------------------------------------- | ---------------------- |
| 1.  | 5 de julio de 2010  | Newport    | Hierba     | Carsten Ball   | Santiago González Travis Rettenmaier    | 6-3 6-4                |
| 2.  | 13 de julio de 2014 | Newport    | Hierba     | Lleyton Hewitt | Jonathan Erlich Rajeev Ram              | 7-5, 6-4               |
| 3.  | 20 de julio de 2014 | Bogotá     | Dura       | Samuel Groth   | Nicolás Barrientos Juan Sebastián Cabal | 7-6(5), 6-7(3), [11-9] |
| 4.  | 27 de junio de 2015 | Nottingham | Hierba     | André Sá       | Pablo Cuevas David Marrero              | 6-2, 7-5               |
| 5.  | 17 de julio de 2016 | Newport    | Hierba     | Samuel Groth   | Jonathan Marray Adil Shamasdin          | 6-4, 6-3               |

#### Finalista (6)
| N.º | Fecha                    | Torneo       | Superficie    | Pareja          | Oponentes en la final               | Resultado           |
| --- | ------------------------ | ------------ | ------------- | --------------- | ----------------------------------- | ------------------- |
| 1.  | 6 de enero de 2008       | Adelaida     | Dura          | Robert Smeets   | Martín Alberto García Marcelo Melo  | 3-6, 6-3, [7-10]    |
| 2.  | 28 de septiembre de 2014 | Shenzhen     | Dura          | Sam Groth       | Jean-Julien Rojer Horia Tecău       | 4-6, 6-7(4)         |
| 3.  | 4 de octubre de 2015     | Shenzhen     | Dura          | André Sá        | Jonathan Erlich Colin Fleming       | 1-6, 7-6(3), [6-10] |
| 4.  | 10 de enero de 2016      | Brisbane     | Dura          | James Duckworth | Henri Kontinen John Peers           | 6-7(4), 1-6         |
| 5.  | 25 de abril de 2016      | Bucarest     | Tierra batida | André Sá        | Florin Mergea Horia Tecău           | 5-7, 4-6            |
| 6.  | 19 de junio de 2016      | Queen's Club | Hierba        | André Sá        | Pierre-Hugues Herbert Nicolas Mahut | 3-6, 6-7(5)         |

## Títulos Challenger; 25 (5 + 20)
| Leyenda               | Individuales | Dobles |
| --------------------- | ------------ | ------ |
| ATP Challenger Series | 5            | 20     |

### Individuales

#### Títulos
| N.º | Fecha      | Torneo                 | Superficie    | Oponentes en la final | Resultado     |
| --- | ---------- | ---------------------- | ------------- | --------------------- | ------------- |
| 1.  | 07.02.2005 | Challenger de Burnie   | Dura          | Gouichi Motomura      | 6-3 7-5       |
| 2.  | 04.04.2005 | Challenger de Canberra | Tierra batida | Lars Uebel            | 7-5 6-1       |
| 3.  | 02.10.2006 | Challenger de Quito    | Tierra batida | Guillermo Cañas       | 6-3 7-6(4)    |
| 4.  | 09.10.2006 | Challenger de Medellín | Tierra batida | Santiago Giraldo      | 7-6(4) 7-6(4) |
| 5.  | 13.07.2009 | Challenger de Aptos    | Dura          | Nick Lindahl          | 6-3 6-4       |

#### Dobles
| N.º | Año        | Torneo                       | Superficie | Pareja           | Oponentes en la final                 | Resultado         |
| --- | ---------- | ---------------------------- | ---------- | ---------------- | ------------------------------------- | ----------------- |
| 1.  | 2005       | Challenger de Burnie         | Dura       | Luke Bourgeois   | Alexander Hartman Scott Lipsky        | 6-4, 6-3          |
| 2.  | 2005       | Challenger de Canberra       | Dura       | Richard Fromberg | Werner Eschauer Vasilis Mazarakis     | 6-1, 6-2          |
| 3.  | 2006       | Challenger de Segovia        | Dura       | Paul Baccanello  | Johan Landsberg Filip Prpic           | 6–3, 7–6(2)       |
| 4.  | 2009       | Challenger de Johannesburgo  | Dura       | George Bastl     | Mijaíl Yelguin Aleksandr Kudriávtsev  | 6–2, 4–6, 11–9    |
| 5.  | 2009       | Challenger de Ramat Hasharon | Dura       | George Bastl     | Jonathan Erlich Andy Ram              | 7-5, 7-6          |
| 6.  | 2009       | Challenger de Aptos (1)      | Dura       | Carsten Ball     | Sanchai Ratiwatana Sonchat Ratiwatana | 6-3, 6-2          |
| 7.  | 2010       | Challenger de Aptos (2)      | Dura       | Carsten Ball     | Adam Feeney Greg Jones                | 6-1, 6-3          |
| 8.  | 2011       | Challenger de Aptos (3)      | Dura       | Carsten Ball     | John Paul Fruttero Raven Klaasen      | 7–6(5), 6–4       |
| 9.  | 2011       | Challenger de Sacramento     | Dura       | Carsten Ball     | Nicholas Monroe Jack Sock             | 7–6(3), 1–6, 10–5 |
| 10. | 2011       | Challenger de Tiburón (1)    | Dura       | Carsten Ball     | Steve Johnson Sam Querrey             | 6–1, 5–7, 10–6    |
| 11. | 2012       | Challenger de Tiburón (2)    | Dura       | Rik de Voest     | Jordan Kerr Andreas Siljeström        | 6–1, 6-4          |
| 12. | 2013       | Challenger de León           | Dura       | Matt Reid        | Purav Raja Divij Sharan               | 6–3, 7–5          |
| 13. | 2013       | Challenger de México         | Dura       | Carsten Ball     | Jordan Kerr John-Patrick Smith        | 6-3, 3-6, 11-9    |
| 14. | 2014       | Challenger de Dallas-1       | Dura (i)   | Samuel Groth     | Ryan Harrison Mark Knowles            | 6-4, 6-2          |
| 15. | 2014       | Challenger de León           | Dura       | Samuel Groth     | Marcus Daniell Artem Sitak            | 6-3, 6-4          |
| 16. | 2014       | Challenger de Shenzhen       | Dura       | Samuel Groth     | Dominik Meffert Tim Puetz             | 6-3, 7-65         |
| 17. | 2014       | Challenger de Taipéi         | Dura       | Samuel Groth     | Austin Krajicek John-Patrick Smith    | 6-4, 5-7, 10-8    |
| 18. | 11.05.2014 | Challenger de Gimcheon       | Dura       | Samuel Groth     | Austin Krajicek John-Patrick Smith    | 6–75, 7–5, 10–4   |
| 19. | 07.06.2014 | Challenger de Nottingham-2   | Hierba     | Rajeev Ram       | Colin Fleming Andre Sá                | 6-72, 6-2, 11-9   |
| 20. | 22.03.2015 | Challenger de Rimouski       | Dura (i)   | Philip Bester    | Frank Dancevic Frank Moser            | 6–4, 7–66         |